# تامی جانسون
تامی جانسون (انگلیسی: Tommy Johnson) موسیقی‌دان دلتا بلوز آمریکایی فعال در اواخر دهه ۱۹۲۰ بود. صدای فالستوی خاص و شیوه گیتارنوازی بغرنجش زبانزد بود.
تامی جانسون با دیگر اسطوره بلوز، رابرت جانسون نسبتی ندارد.